# Sandvika (Akershus)
Sandvika is een plaats in de gemeente Bærum in de provincie Akershus in Noorwegen.
Sandvika ligt dicht bij het Oslofjord en circa 15 km van Oslo en heeft een bus- en treinstation.
Einde 20e en begin 21e eeuw is het inwonertal aanzienlijk toegenomen, en in 2003 verkreeg de plaats stadsrechten.
Economisch van belang is een groot winkelcentrum, Sandvika Storsenter genaamd, met 50.000 m2 verkoopoppervlakte. Het stadhuis van Bærum bevindt zich in Sandvika, evenals een aantal culturele voorzieningen, zoals het Kultuurhuis van 2003 (concert- en theaterzaal) en Musikkflekken van 1986 (popconcerten e.d.).
De kunstschilders Edvard Munch en Hans Gude kozen Sandvika tot onderwerp van een schilderij. Ook Claude Monet bezocht Sandvika, en wel in 1885. De opera De Vliegende Hollander van Richard Wagner speelt nabij Sandvika (geschreven als Sandwike in het libretto).
Sandvika heeft jachthavens. De autosnelweg E18 loopt tussen het centrum en de fjord in.

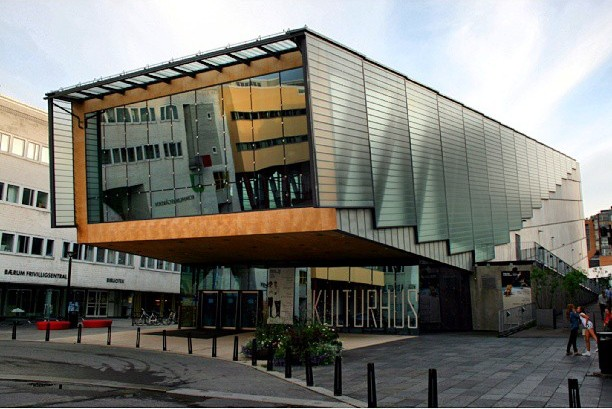
Kultuurhuis
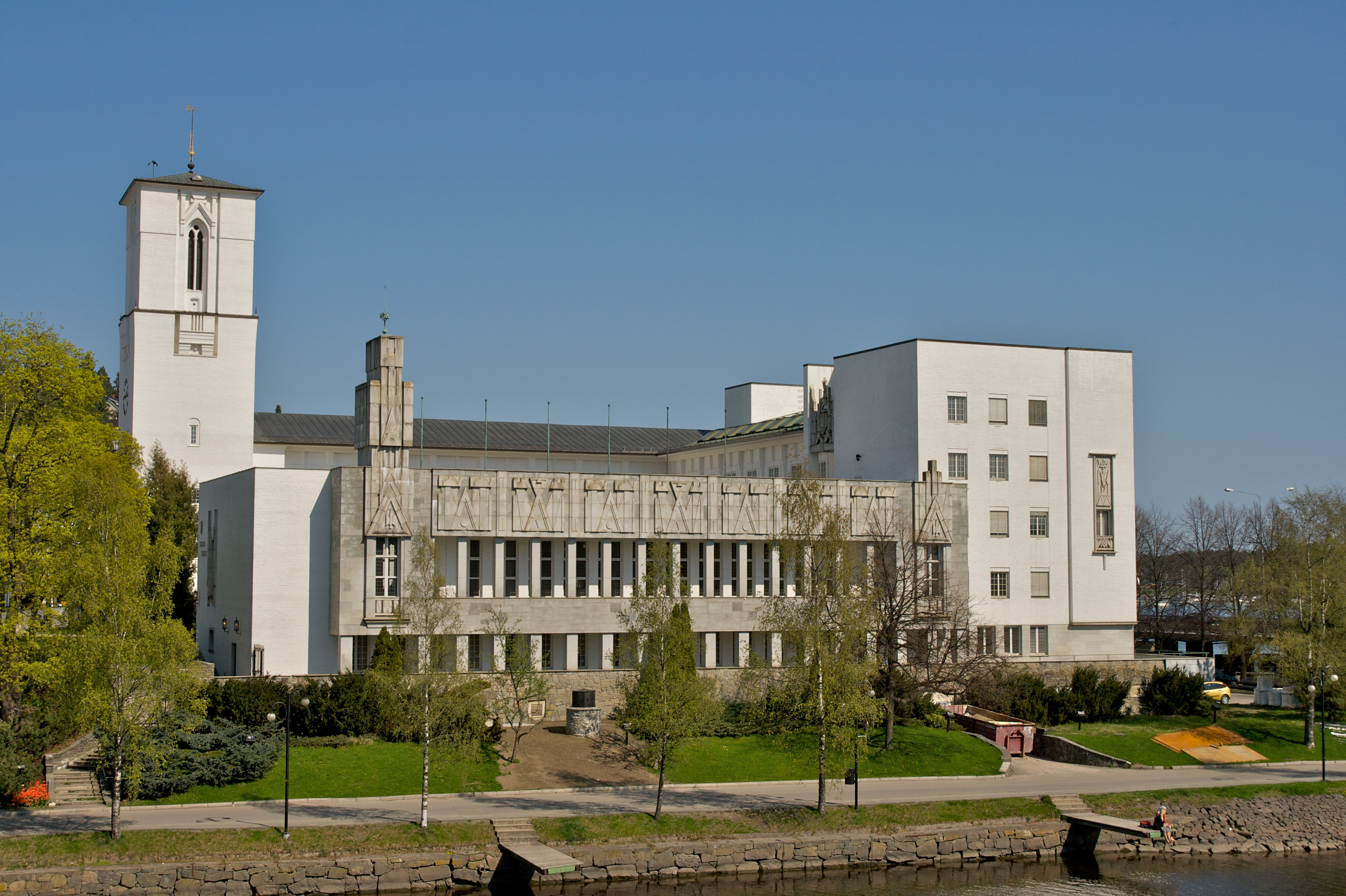
Stadhuis
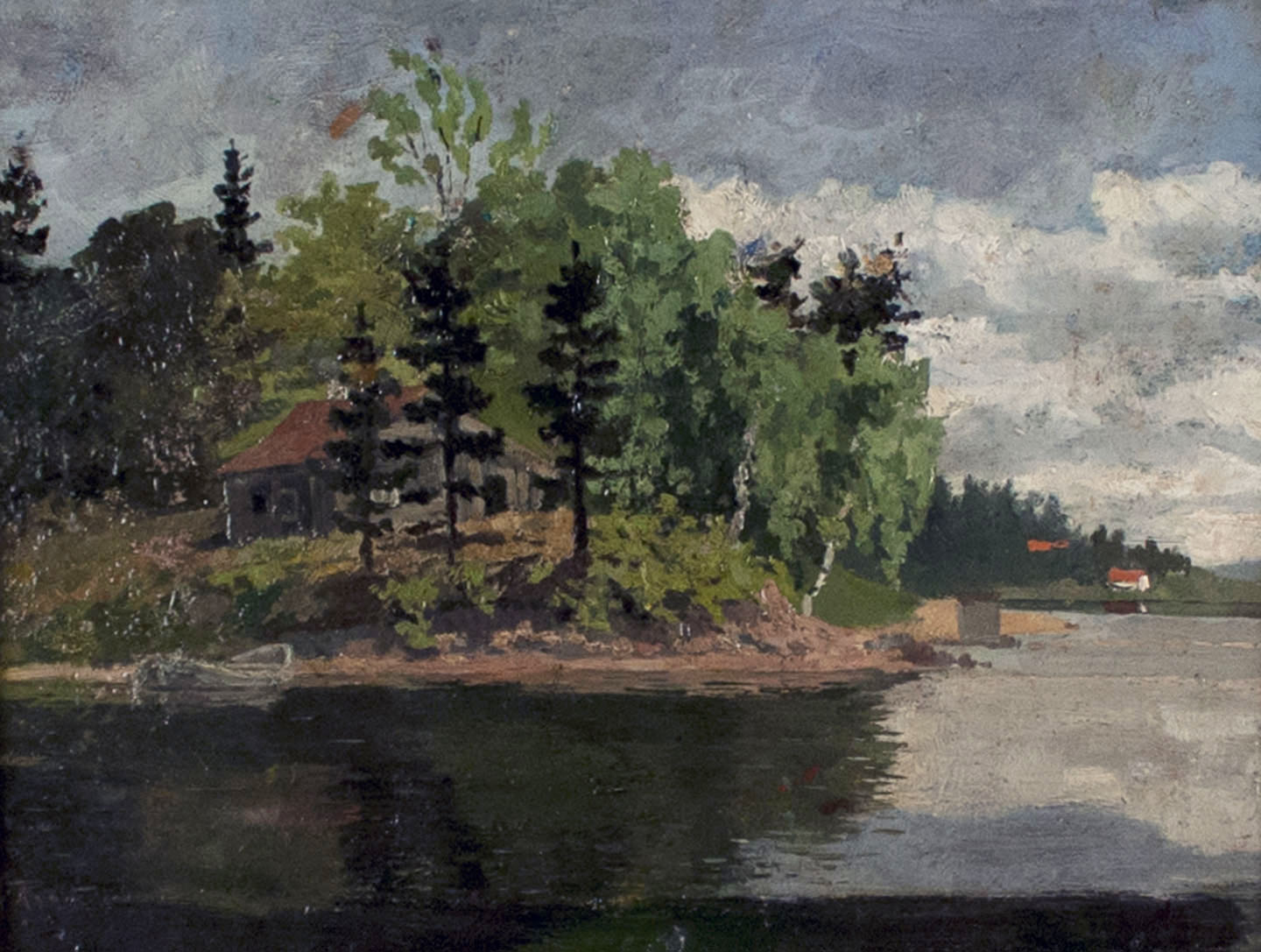
Edvard Munch: Fra Sandvika
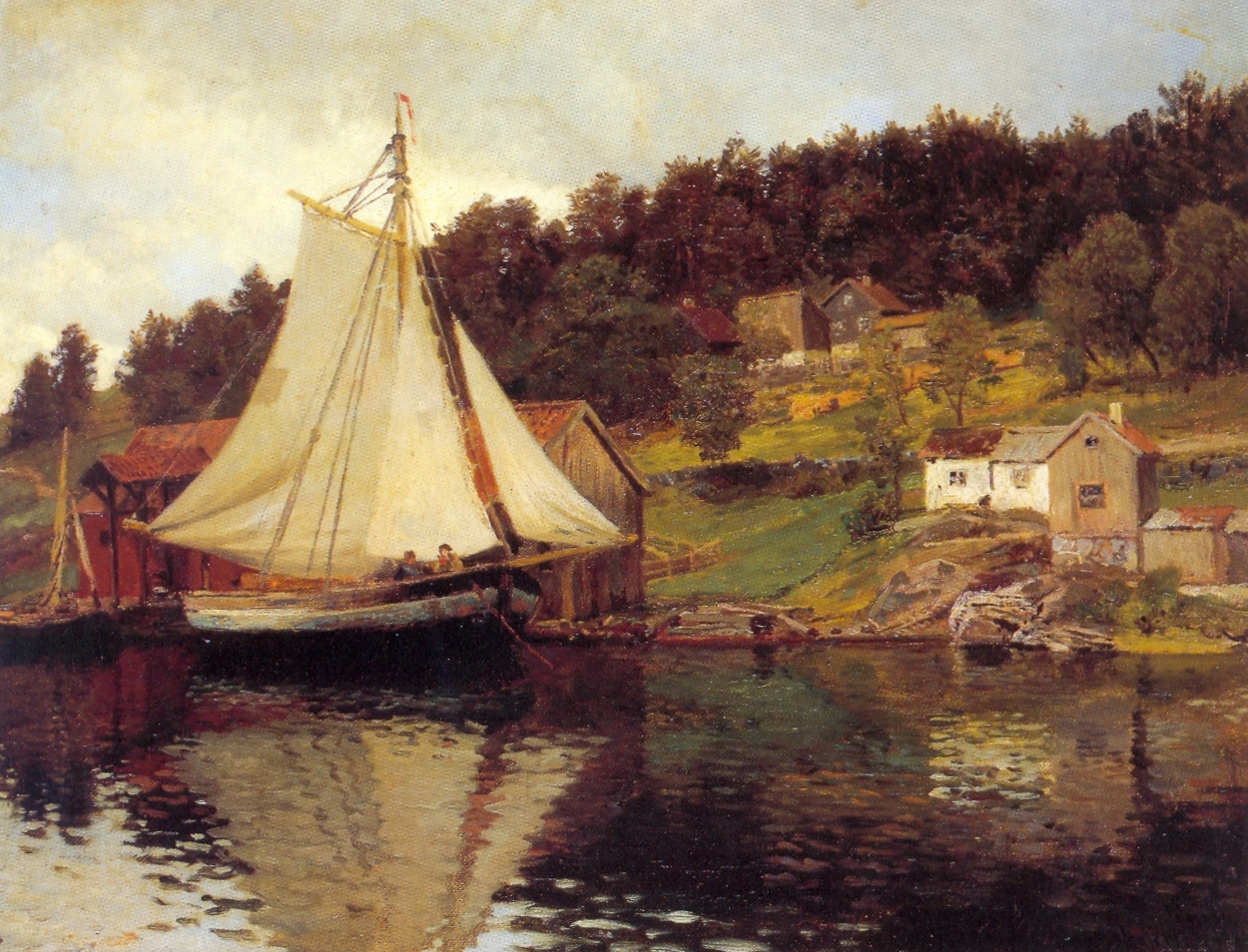
Hans Gude: Fra Sandvika
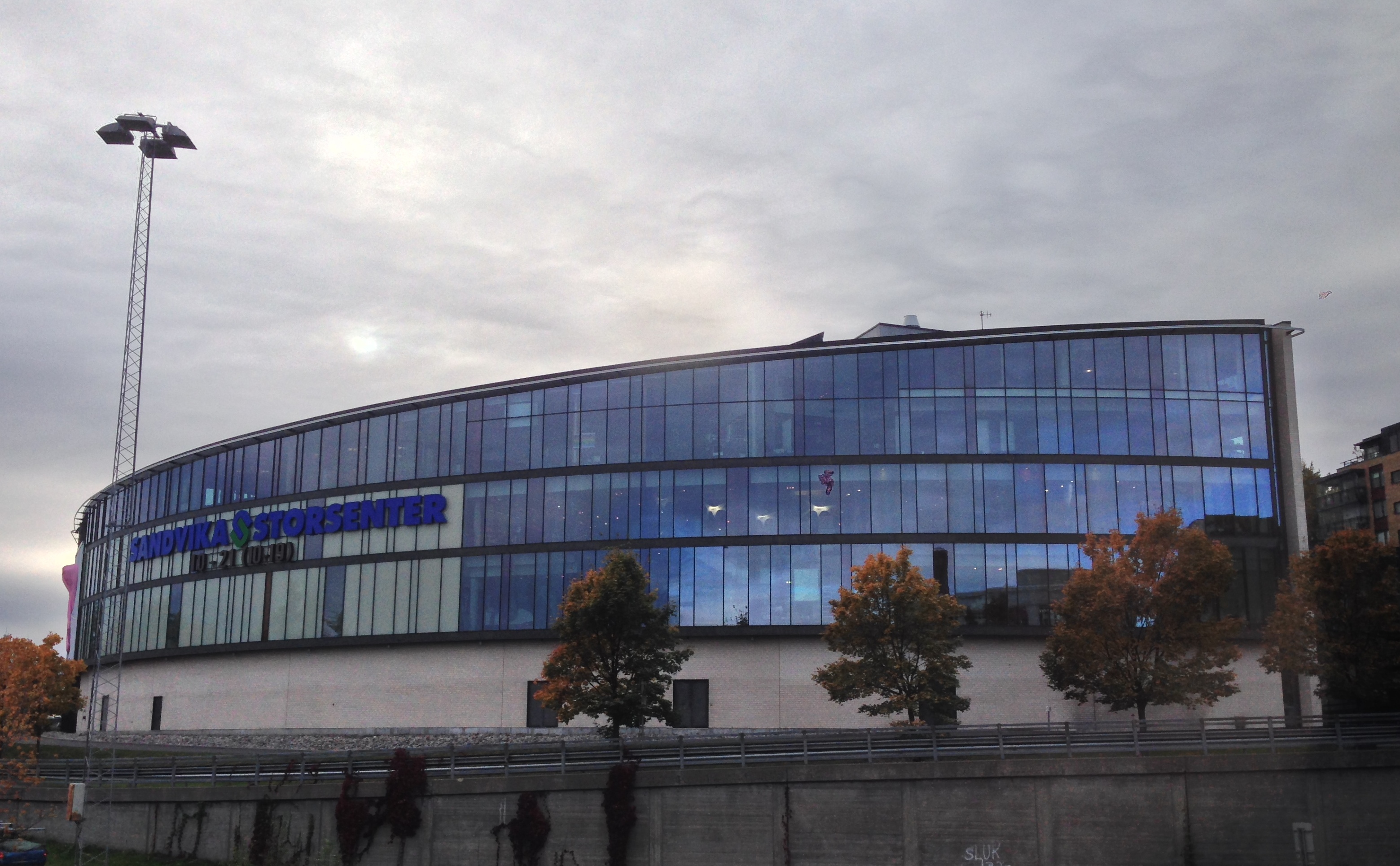
Sandvika Storsenter

## Voetnoten
1. ↑  Statistics Norway. Urban settlements. Population and area, by municipality. 1 January 2007 (toelichting)